# Иван Станев
Вижте пояснителната страница за други личности с името Иван Станев.
Иван Станев Митев е български киносценарист и поет.

## Биография
Роден е на 18 май 1944 г. в село Радювене, Ловешко. Завършва ВЛИ в Москва (драматургия).
Баща му Станьо оставя семейството си и отива във Варна, където има друга жена и деца. Малкият Иван расте без баща.
Редактор сценарист в СИФ „Бояна“ (1972 – 1989); сценарист и режисьор в ИНТЕРФИЛМ (1990 – 1992; говорител на Министерството на земеделието (1992 – 1993); говорител на Столичната община (1993 – 1995); заместник главен редактор на в. „Столица“ (1995 – 1996); парламентарен секретар (1997).
Превежда романа на „Не умирай преди смъртта“ на световноизвестния писател Евгений Евтушенко, 2006 г.
Произведения на Станев са превеждани на почти всички европейски езици, в Азия и Америка. Има песни по негови стихове от композиторите: Александър Йосифов, Вили Казасян, Александър Бръзицов, Найден Андреев, Владимир Наумов, Никола Момчилов, други.
Починал на 15 октомври 2014 г. в гр. Котел

## Сценарист на игрални филми
- Горски хора 1985,
- Една одисея из Делиормана 1983,
- Къшей хляб за пътника,
- Бедният Лука 1979,

## Сценарист и режисьор на документални филми
- Родопска попрелка – Студия Интерфилм,
- Омуртаг – Студия Интерфилм,
- Родопска дъга – БНТ
- Родопска сватба – Студия Интерфилм
- Жеравна – Студия Интерфилм
- Училище за красота – БНТ
- Възраждане на традициите – Студия Интерфилм
- Крепост в Балкана – Студия Интерфилм
- Марица – Студия Интерфилм

## Книги
- Войнишки часове – Военно издателство,
- Ти, който светиш – изд. Народна култура,
- Към същото небе – изд. Народна младеж,
- Самокръст – изд. Български писател,
- Песен в Балкана – изд. Български писател,
- Под същото небе – изд. Български писател,
- Спомени от сънища – изд. Български писател.

## Награди
- Бедният Лука – отличие на Варненския фестивал,
- Бедният Лука – отличие на Световен кинофестивал в Дамаск (Сирия), 1987
- Горски хора – отличие на кинофестивала в Монте Карло
- Една одисея из Делиормана – отличие на кинофестивал в Турция
- Ян Бибиян – награда на публиката за стиховете на песните във филма
- Златен медал на Съюза на независимите български писатели по повод неговия юбилей

## Прояви
- многобройни участия в български и чуждестранни поетични сборници и антологии
- участие в литературния сборник „Знаци“ 2005 г. със стихотворенията „Белег“, „Шампанско“, „Старците“, „Самокръст“ и „Славей“
- участие в сборника „Шедьоври на любовната поезия“ 2006 г. със стихотворението „Шампанско“
- участие в луксозния сборник „Българска любовна лирика“ 2007 г. със стихотворенията „Мъртво вълнение“ и „Късно признание“
- участие в сборника „Шедьоври на любовния сонет“ 2008 г. със стихотворението „Снежен прах“
- „Стихотворение на седмицата“ (вестник „Труд“, октомври) – със стихотворението „Шампанско“, в рубриката на Министерството на културата „Четяща България“